# Allium mareoticum
Allium mareoticum är en amaryllisväxtart som beskrevs av Joseph Friedrich Nicolaus Bornmüller och Erwin Gauba. Allium mareoticum ingår i släktet lökar, och familjen amaryllisväxter. Inga underarter finns listade i Catalogue of Life.